# Christoph Ferdinand IV. Philipp von Degenfeld
Christoph Ferdinand IV. Philipp von Degenfeld (* 7. April 1772 auf Schloss Neuhaus; † 1. Januar 1858 in Karlsruhe) war Grundherr zu Neuhaus, Mitherr zu Ehrstädt, Eulenhof, Waibstadt, Unterbiegelhof und Wagenbach.

## Leben
Er war ein Sohn des Christoph Eberhard Friedrich von Degenfeld (1737–1792) und der Sophia Luise Salome von Stain zum Rechtenstein (1740–1811) und gehörte damit der Zweiten Neuhauser Linie der Familie an, die bei der Erbteilung zwischen seinem Vater und dessen Brüdern entstanden war. Gleichwohl wurde der gesamte Besitz der Familie als Kondominat verwaltet, dem Christoph Ferdinands Vater von 1784 bis 1792 als Senior vorstand.
Christoph Ferdinand kam 1786 als Page an den Hof des badischen Markgrafen Karl Friedrich in Karlsruhe. 1800 wurde er Jagdjunker, 1801 Kammerjunker. 1803 wurde er Oberforstmeister in Gengenbach. Ab 1806 war er Kammerherr. 1807 wechselte er als Oberforstmeister zu Gernsbach und Rastatt nach Gernsbach. 1819 nahm er seinen Wohnsitz in Rastatt. Er wurde 1821 von Großherzog Ludwig I. mit dem Ritterkreuz des Zähringer Löwenordens ausgezeichnet und trat 1834 in den Ruhestand.
Er wurde in der Schlosskapelle von Neuhaus begraben.

## Familie
Er heiratete am 2. Juni 1808 in Karlsruhe Augusta von Freystedt (1780–1861), eine Tochter von Carl Friedrich Hermann von Freystedt, dem Kommandeur des gesamten badischen Militärs. Der Ehe entstammten zwei Söhne. Beide Söhne schlugen eine Militärlaufbahn ein.
- Ferdinand Christoph Eberhard Friedrich (1811–1844) ⚭ Bianca von Kniestedt
- Alfred Ludwig (1816–1888) ⚭ Augusta Gräfin von Sponeck (1823–1890)

Der Sohn Ferdinand Christoph wurde 1843 wegen einer geistigen Erkrankung pensioniert. Auch seine Ehe wurde deswegen geschieden. Wenig später starb er im Alter von 33 Jahren und hinterließ nur eine Tochter. Sein Bruder Alfred Ludwig erreichte den Rang eines Generalleutnants. Dessen Sohn Ferdinand Edmund fiel 1870 in der Schlacht bei Nuits, so dass mit Alfred Ludwigs Tod 1888 die Zweite Neuhauser Linie der Familie im Mannesstamm erlosch.